# NGC 4090
NGC 4090 is een spiraalvormig sterrenstelsel in het sterrenbeeld Hoofdhaar. Het hemelobject werd op 4 mei 1864 ontdekt door de Duits-Deense astronoom Heinrich Louis d'Arrest.

## Synoniemen
- UGC 7077
- MCG 4-29-15
- ZWG 128.19
- IRAS 12028+2035
- PGC 38288